# Група вікових дубів і лип
Гру́па вікови́х дубі́в і лип — ботанічна пам'ятка природи місцевого значення в Україні. Розташована в межах Перемишлянського району Львівської області, в селі Свірж (поруч зі Свірзьким замком). 
Площа 0,05 га. Статус надано 1984 року. Перебуває у віданні Львівської картинної галереї. 
Статус надано з метою збереження групи дерев: два вікові дуби-велетні та чотири липи віком понад 300 років. 